# Moussa Saïb
Moussa Saïb (ur. 5 marca 1969) – algierski piłkarz, pomocnik, były reprezentant tego kraju, obecnie trener piłki nożnej.
Piłkarz ten występował w takich klubach jak: AJ Auxerre, Valencia CF, Tottenham Hotspur, Al-Nasr, AS Monaco, FC Lorient, Al Wasl Club, JS Kabylie, Olympique Noisy-le-Sec.
W reprezentacji swojego kraju wystąpił 12 razy, strzelając 1 gola.

## Sukcesy

### Klub
- Zwycięzca Afrykańskiej Ligi Mistrzów (1990)
- Zwycięzca Ligi Algierskiej (1990, 2004)
- Zwycięzca Ligi Francuskiej (1996)
- Zwycięzca Pucharu Francji (1994, 1996, 2002)
- Zwycięzca Pucharu Anglii (1999)
- Brał udział w Klubowych Mistrzostwach Świata (2000)

### Kraj
- Zwycięzca Pucharu Narodów Afryki (1990)
- Zwycięzca Pucharu Narodów Afryki i Azji (1991)

### Nagrody
- DZFoot d’Or w 2003
- Algerian Ballon d’Or w 2004

### Trener
- Zwycięzca Ligi Algierskiej (2008)